# Daan Alferink
Daan Alferink (Rotterdam) is een Nederlandse interieurstylist die in Antwerpen woont.

## Levensloop
Alferink startte op de toneelschool, maar maakte die niet af en volgde een interieuropleiding aan de LUCA School of Arts in Brussel.
Hij deelt op zijn social media zelfgemaakte video's waarin hij zijn eigen interieur onder handen neemt.
In 2017 verhuisde hij van Nederland naar België.
Hij deed voor de Vlaamse commerciële televisiezender Play4 mee aan Celebrity masterchef, Tussen 4 buren en de BV-editie van Komen eten. In 2025 werkte hij als interieurstylist mee aan Blind Gekocht.

## Televisie
- MasterChef België (2024)
- De Slimste Mens ter Wereld 2024 (3 deelnames)
- Blind Gekocht (2025)
- Het Blok (Net5) - stylist 2024-2025